# Zelotes duplex
Zelotes duplex är en spindelart som beskrevs av Chamberlin 1922. Zelotes duplex ingår i släktet Zelotes och familjen plattbuksspindlar. Inga underarter finns listade i Catalogue of Life.